# Cauchy-a-la-Tour
Cauchy-a-la-Tour és un municipi francès situat al departament del Pas de Calais i a la regió dels Alts de França. L'any 2007 tenia 2.941 habitants.

## Demografia

### Població
El 2007 la població de fet de Cauchy-a-la-Tour era de 2.941 persones. Hi havia 1.128 famílies de les quals 259 eren unipersonals (60 homes vivint sols i 199 dones vivint soles), 351 parelles sense fills, 422 parelles amb fills i 96 famílies monoparentals amb fills.
La població ha evolucionat segons el següent gràfic:
Habitants censats

### Habitatges
El 2007 hi havia 1.218 habitatges, 1.151 eren l'habitatge principal de la família, 24 eren segones residències i 44 estaven desocupats. 1.165 eren cases i 53 eren apartaments. Dels 1.151 habitatges principals, 728 estaven ocupats pels seus propietaris, 377 estaven llogats i ocupats pels llogaters i 46 estaven cedits a títol gratuït; 2 tenien una cambra, 40 en tenien dues, 120 en tenien tres, 342 en tenien quatre i 648 en tenien cinc o més. 822 habitatges disposaven pel capbaix d'una plaça de pàrquing. A 549 habitatges hi havia un automòbil i a 409 n'hi havia dos o més.

### Piràmide de població
La piràmide de població per edats i sexe el 2009 era:
| Homes | Edats   | Dones |
| ----- | ------- | ----- |
| 0     | 95 o +  | 0     |
| 4     | 90 a 94 | 12    |
| 4     | 85 a 89 | 32    |
| 20    | 80 a 84 | 52    |
| 60    | 75 a 79 | 52    |
| 56    | 70 a 74 | 88    |
| 48    | 65 a 69 | 56    |
| 60    | 60 a 64 | 64    |
| 44    | 55 a 59 | 32    |
| 84    | 50 a 54 | 100   |
| 104   | 45 a 49 | 84    |
| 88    | 40 a 44 | 88    |
| 136   | 35 a 39 | 100   |
| 88    | 30 a 34 | 100   |
| 104   | 25 a 29 | 124   |
| 68    | 20 a 24 | 76    |
| 140   | 15 a 19 | 124   |
| 88    | 10 a 14 | 116   |
| 128   | 5 a 9   | 112   |
| 64    | 0 a 4   | 80    |

## Economia
El 2007 la població en edat de treballar era de 1.888 persones, 1.231 eren actives i 657 eren inactives. De les 1.231 persones actives 1.046 estaven ocupades (615 homes i 431 dones) i 185 estaven aturades (69 homes i 116 dones). De les 657 persones inactives 178 estaven jubilades, 172 estaven estudiant i 307 estaven classificades com a «altres inactius».

### Ingressos
El 2009 a Cauchy-a-la-Tour hi havia 1.175 unitats fiscals que integraven 3.015,5 persones, la mediana anual d'ingressos fiscals per persona era de 14.009 €.

### Activitats econòmiques
Dels 59 establiments que hi havia el 2007, 1 era d'una empresa extractiva, 3 d'empreses alimentàries, 4 d'empreses de fabricació d'altres productes industrials, 6 d'empreses de construcció, 14 d'empreses de comerç i reparació d'automòbils, 4 d'empreses de transport, 6 d'empreses d'hostatgeria i restauració, 1 d'una empresa d'informació i comunicació, 1 d'una empresa financera, 1 d'una empresa immobiliària, 3 d'empreses de serveis, 7 d'entitats de l'administració pública i 8 d'empreses classificades com a «altres activitats de serveis».
Dels 16 establiments de servei als particulars que hi havia el 2009, 1 era una oficina de correu, 1 funerària, 1 taller de reparació d'automòbils i de material agrícola, 2 autoescoles, 1 guixaire pintor, 2 fusteries, 2 lampisteries, 4 perruqueries i 2 restaurants.
Dels 8 establiments comercials que hi havia el 2009, 1 era una gran superfície de material de bricolatge, 1 una botiga de més de 120 m², 3 fleques, 2 carnisseries i 1 un drogueria.
L'any 2000 a Cauchy-a-la-Tour hi havia 6 explotacions agrícoles que ocupaven un total de 330 hectàrees.

## Equipaments sanitaris i escolars
El 2009 hi havia 2 farmàcies i 1 ambulància.
El 2009 hi havia 1 escola maternal i 1 escola elemental.

## Poblacions més properes
El següent diagrama mostra les poblacions més properes.